# Graphium weiskei
Purple Spotted Swallowtail, Graphium weiskei, là một loài bướm ngày thuộc họ Papilionidae, được tìm thấy ở các cao nguyên của New Guinea. Nó giống với loài liên quan là Graphium stresemanni.

## Hình ảnh

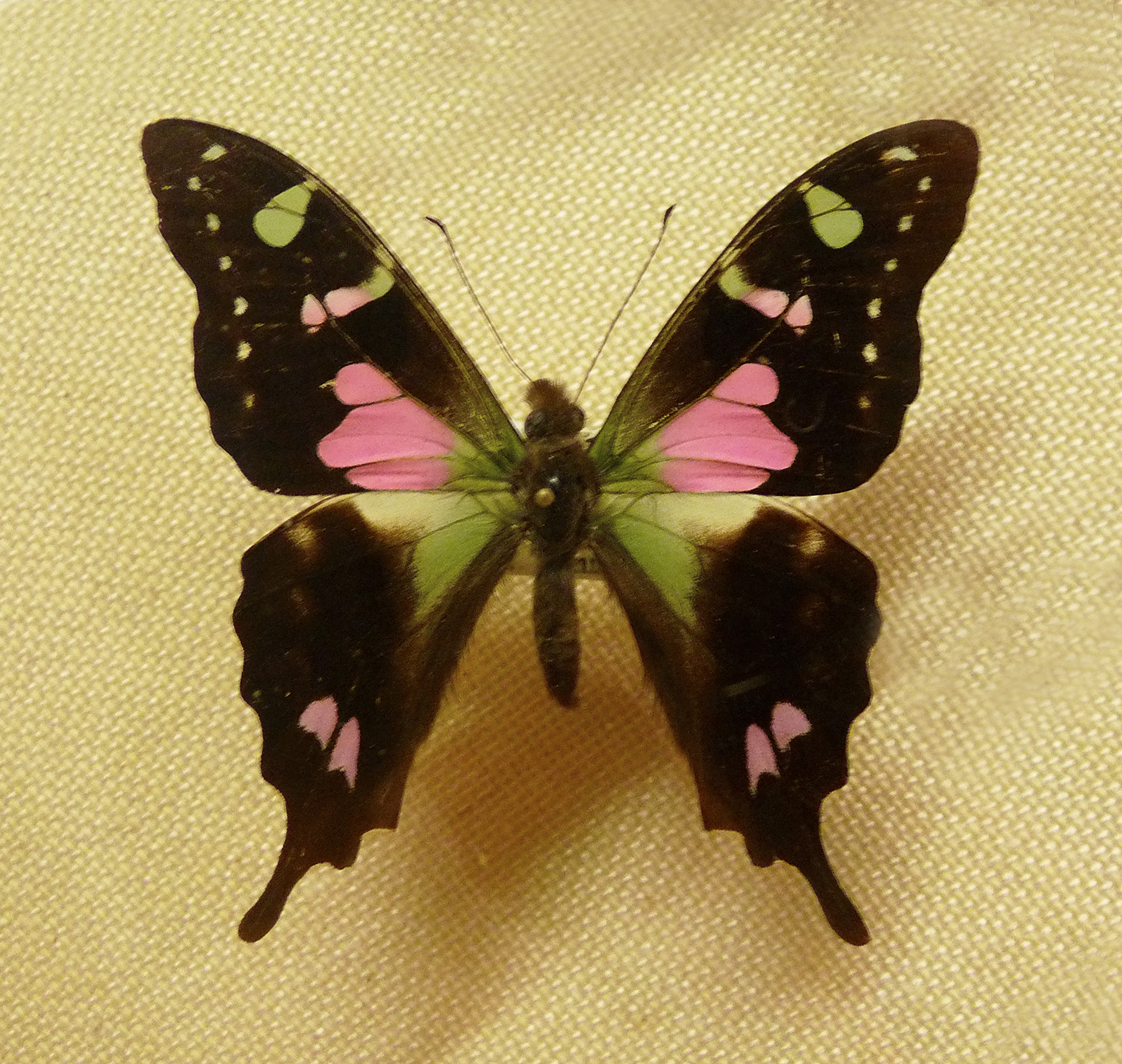
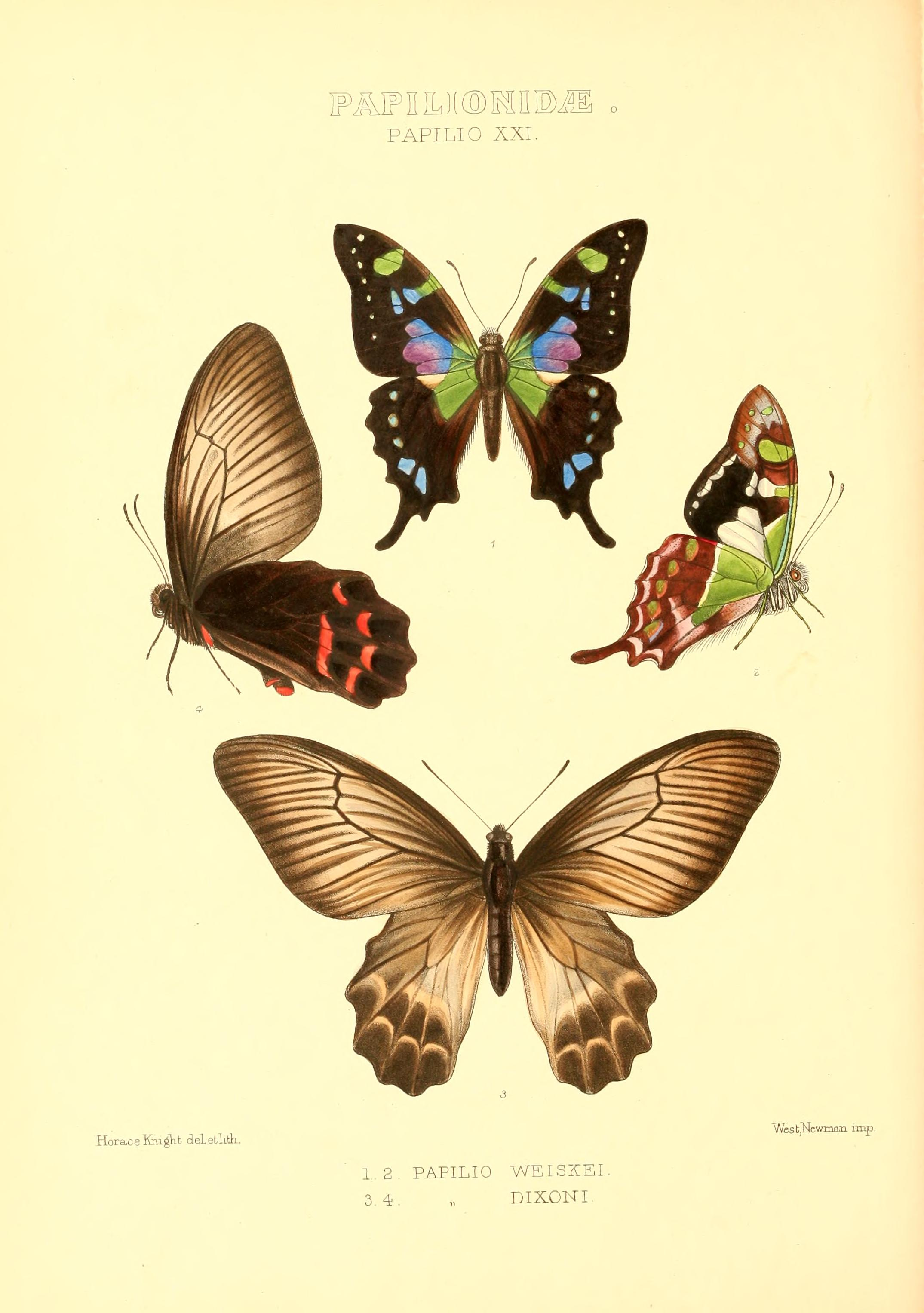
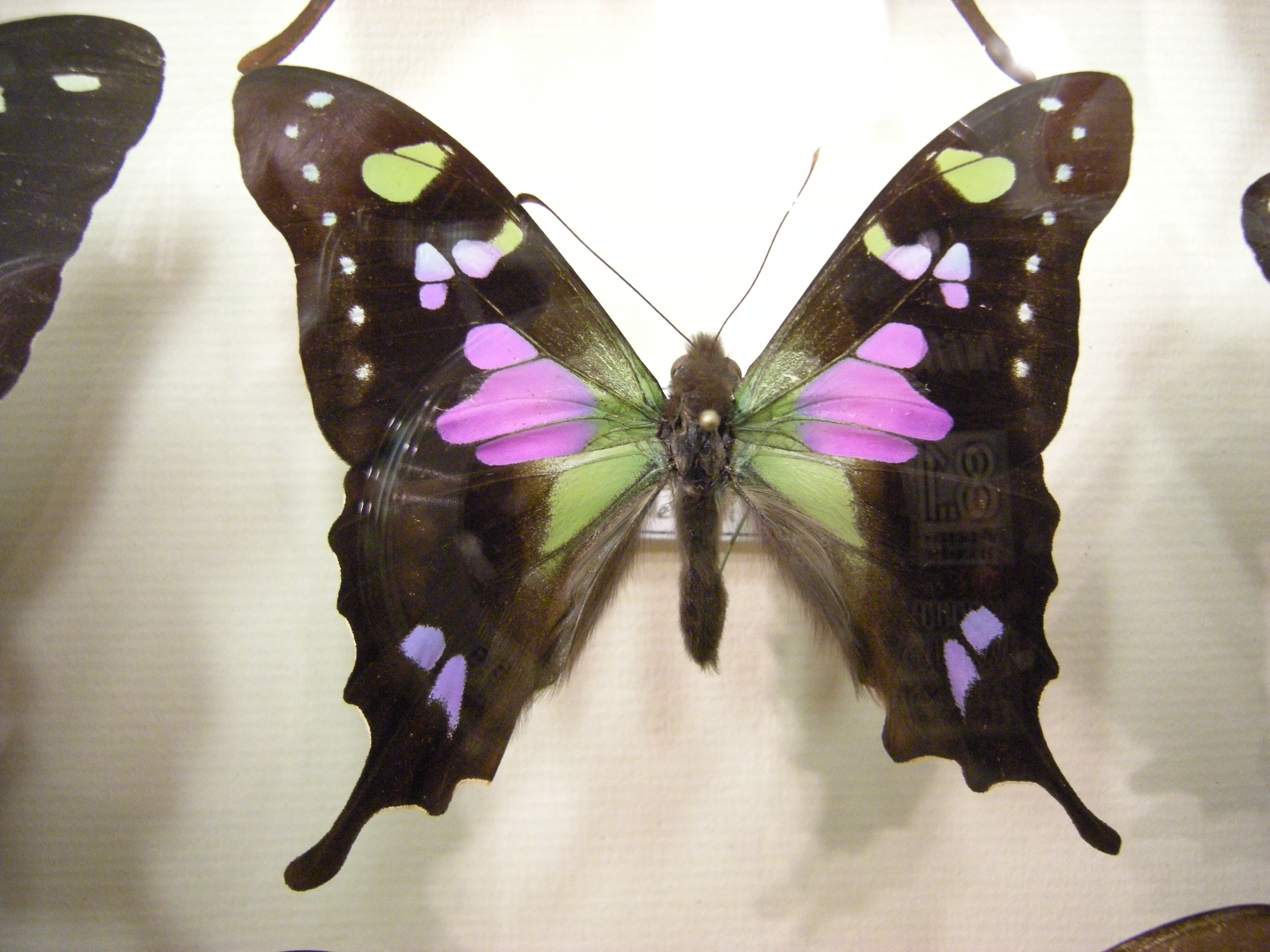
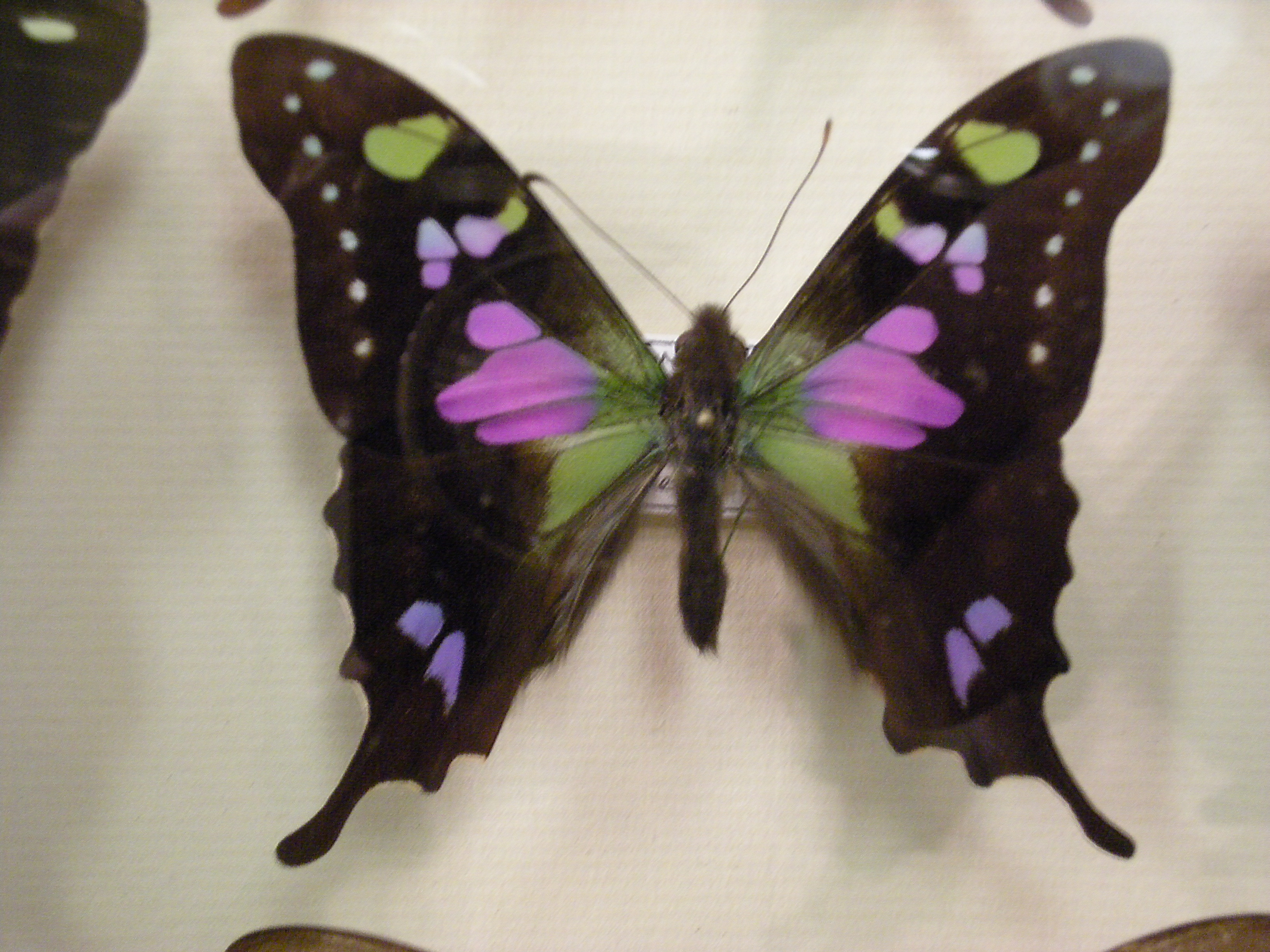